# Sauris denigrata
Sauris denigrata är en fjärilsart som beskrevs av W. Warren 1897. Sauris denigrata ingår i släktet Sauris och familjen mätare. Inga underarter finns listade.